# 陶山賢治の時の風
『陶山賢治の時の風』（すやまけんじのときのかぜ）は、1997年4月5日から2006年3月25日まで南日本放送（MBCテレビ）で毎週土曜18:00 - 18:30に放送されていたローカルニュース番組。

## 概要
通称「時の風」（ときのかぜ）。1997年4月5日に『MBCニューズナウ』土曜版の後番組として開始。司会は前年に読売新聞から中途入社した陶山賢治と、元MBCアナウンサーで福岡で報道キャスターを務めていた山縣由美子である。鹿児島県内のニュースや天気予報に加え、特集としてドキュメンタリーなども放映され、多くの賞を獲得した（後述）。
番組改編で2006年3月25日に終了。これにより、MBCで1982年10月から続いた土曜夕方のワイドニュース枠は終了し、代わってMBS制作のアニメが同時ネットへ切り替わった。

## 受賞
- 2001年：｢人間として 〜ハンセン病訴訟原告たちの闘い｣
日本民間放送連盟賞テレビ報道部門 全国最優秀賞 / 日本ジャーナリスト会議賞
- 2003年：｢小さな町の大きな挑戦 - ダイオキシンと向き合った川辺町[1]の6年 - ｣
日本民間放送連盟賞テレビ報道部門 全国優秀賞 / 文化庁芸術祭テレビ部門ドキュメンタリーの部 優秀賞
- 2005年：番組・スタッフ
放送人の会[2]主催 放送人グランプリ 特別賞[3]